# کویین علیا
کویین علیا روستایی از توابع بخش طالقان شهرستان طالقان در استان البرز ایران است.

## جمعیت
این روستا در دهستان بالاطالقان قرار دارد و براساس سرشماری مرکز آمار ایران در سال ۱۳۸۵، جمعیت آن ۶۶ نفر (۲۵خانوار) بوده‌است. زبان مردمش تاتی می‌باشد.

## مردم
مردم روستا از قوم تات هستند و به زبان تاتی سخن می‌گویند.